# إذاعة النور
إذاعة النور هي إذاعة لبنانية تبث من بيروت, تابعة لحزب الله, وتمثل مواقفه السياسية والدينية.

## التأسيس
انطلقت إذاعة النور في التاسع من شهر أيَّار من العام 1988. كان ولا يزال لها الدور البارز في نقل أخبار المقاومة اللبنانية -حزب الله- التي تعمل لصالحه ويموّلها. إضافةً إلى دعمه للقضية الفلسطينية ومعاداتها الواضحة للسياسات الأمريكية في منطقة الشرق الأوسط ومناهضتها لـ«إسرائيل».

## تطورها
وبدأ تطوّر هذه الإذاعة مع مرور الزمن، فصارت برامجها أكثر تنويعاً، من قضايا وهموم الناس، إلى السياسة، والاجتماع، والفكاهة، والمسابقات، والأفلام الصوتية، وغير ذلك. كما وتطوّرت إلى حد أنّها صارت تبث فضائياً.

## التغطية
تعتمد إذاعة النور في إرسالها البث الأرضي والفضائي والإلكتروني.
· البث الأرضي:
يغطي بث الإذاعة الأرضي كل من: لبنان ـ فلسطين ـ سوريا، وتبث الإذاعة 24 ساعة يومياً، على الموجات التالية:
FM 91.7 – 91.9 – 92.2
البث الإلكتروني:
للإذاعة موقع على شبكة الإنترنت، انطلق في التاسع من أيار من العام 1999، وقد عزَّزته بالبث الإلكتروني المباشر والمتواصل في شهر شباط من العام 2006

## خلال حرب 2006
خلال حرب تمّوز عام 2006، قام سلاح الجو الإسرائيليّ بقصف المبنى الذي كان يحوي مكاتب واستوديوهات إذاعة النور في منطقة سكنية في ضاحية بيروت الجنوبية، إلا أنّها سرعان ما عادت إلى البث المباشر من مكان آخر غير معلوم وبقيت على حالها إلى ما بعد الحرب دون توقّف.

## وصلات خارجية
- موقع إذاعة النور الرسمي.